# هدى عبد الله
هدى عبد الله مغنية وتربوية بحرينية، نالت درجة البكالوريوس من قسم أصوات من المعهد العالي للموسيقى العربية في مصر.أسست فرقة الدانة البحرينية ثم أسست فرقة أجراس البحرينية مع زوجها الملحن خليفة زيمان وأخوه المغني المعروف سلمان زيمان. تعمل الآن في منصب عضو المجلس التنفيذي في المجمع العربي للموسيقى.

## ألبوماتها وأغانيها
- غناوي الشوق - 1990
- تقصيت الخبر - 1995
- سيدة العمر -2017